# Sveta Cecilija
Sveta Cecilija (lat. Sancta Caecilia; Rim, 3. stoljeće), također i Cecilija Rimska (lat. Caecilia Romana), Rimljanka, katolička svetica, misionarka i mučenica. Zaštitnica je glazbenika, pjesnika, Crkvene glazbe i slijepih. Spomendan joj je 22. studenoga.

## Životopis
Prema pučkoj predaji, smatra se da je rođena u Rimu početkom 3. stoljeća u obitelji rimskog patricija. Roditelji je udaše za poganskog patricija Valerijana. Cecilija je, upoznavši kršćansku vjeru, i njega poučavala o istoj. Nakon vjenčanja rekla je mužu da je položila zavjet djevičanstva. On je pristao zavjet poštivati, uz uvjet da uzmogne vidjeti anđela za kojega ona kaže da nad njom bdije. Cecilija pošalje svoga muža k papi Urbanu koji se krio u katakombama u Rimu. Ondje se i Valerijan obrati na kršćanstvo te je kasnije zajedno s bratom propovijedao kršćanstvo. Ubrzo je rimski upravitelj njih dvojicu dao pogubiti, a Ceciliji je naređeno da žrtvuje rimskim bogovima, što je ona odbila. Nakon što ju je neuspješno pokušai udaviti, pokušao joj je odsjeći glavu, ali je tri puta samo zarezao vrat. Prije smrti razdijelila je imanje siromasima. Prema različitim izvješćima mučeništvo je podnijela u Rimu, a prema drugim na Siciliji:
- za Septimija Severa, između 202. i 211.[3]
- za Aleksandra Severa, oko 232. (prema Annales ecclesiastici Cesarea Baronia)
- za Dioklecijanovih progona, između 301. i 303.[4]
- za Julijana[5]

U Rimskomu martirologiju stoji da je nadnevak smrti nepoznat (lat. saeculo incerto).

## Štovanje
Cecilija je pokopana u Kalistovim katakombama i to uz takozvanu „kriptu papa”. Kasnije je njezino tijelo papa Paskal I., koji je bio vrlo pobožan prema svetici, dao prenijeti u kriptu bazilike u Trastavereu u Rimu. Krajem 16. stoljeća, sarkofag je svete Cecilije ponovno otvoren, a tijelo pronađeno u još dosta očuvanu stanju.
Govorilo se da može svirati na svakome glazbalu i čuti anđeosko pjevanje.
Posvećene crkve i objekti
- Katedrala i bazilika sv. Cecilije, Albi, Francuska
- Katedrala i bazilika sv. Cecilije, Salaberry-de-valleyfield, Quebec
- Katedrala sv. Cecilije, Omaha, SAD
- Župna crkva sv. Cecilije, Brooklyn
- Crkva sv. Cecilije, Köln
- Kapela sv. Cecilije, Għajnsielem, Gozo, Malta
- Toranj sv. Cecilije, Għajnsielem, Gozo, Malta
- Katolička škola sv. Cecilije (St. Cecilia Catholic School), Houston, SAD

## U umjetnosti
Na slikama se obično prikazuje slušajući glazbu, pjevajući ili svirajući neko glazbalo.
- Sv. Cecilija za orguljama (XVII. st.)
- Rafael, Ekstaza sv. Cecilije
- Guercino, Sveta Cecilija
- Francesco Botticini, Cecilija, Valerijan i Tiburcije
- Carlo Saraceni, Mučeništvo sv. Cecilije

Bila je prikazana na reversu novčanice od 20 funti (u optjecaju 2004. - 2010.)
Julius Benedict skladao je kantatu Legenda o svetoj Ceciliji, praizvedenu 1866., za mješoviti i ženski pjevački zbor te soliste.
2021. na hrvatskom jeziku objavljena je romansirana biografija o njezinu životu, autora Maria Volfa.

## U znanosti
U Hrvatskoj od 1877. izlazi časopis Sveta Cecilija.

## Vanjske poveznice
Ostali projekti
|  | Zajednički poslužitelj ima još gradiva o temi Sveta Cecilija |
|  | Wikizvor ima izvorni tekst Svetoj Ceciliji                   |